# Rostellularia adscendens
Rostellularia adscendens es una especie de planta con flor perteneciente al género Rostellularia, de la familia Acanthaceae.

## Distribución y hábitat
El área de distribución nativa de esta especie se extiende desde Australia y Papúa Nueva Guinea hasta Timor Oriental. Crece principalmente en el bioma tropical estacionalmente seco.

## Taxonomía
La especie fue descrita originalmente como Justicia adscendens por Robert Brown y publicada en Prodromus Florae Novae Hollandiae et Insulae Van Diemen 476, en 1810, actualmente es tanto un sinónimo como el basónimo de esta; y ulteriormente sería transferida al género Rostellularia por Robyn Mary Barker en Journal of the Adelaide Botanic Gardens 9: 250, en 1986.
Etimología
adscendens: epíteto latino que significa "ascendente".

#### Subespecies y variedades
Comprende 4 subespecies y 5 variedades aceptadas:
- Rostellularia adscendens subsp. adscendens
- Rostellularia adscendens subsp. clementii (Domin) R.M.Barker, 1986
- Rostellularia adscendens subsp. dallachyi R.M.Barker, 1986
- Rostellularia adscendens subsp. glaucoviolacea (Domin) R.M.Barker, 1986
- Rostellularia adscendens var. hispida (Domin) R.M.Barker, 1986
- Rostellularia adscendens var. juncea (R.Br.) R.M.Barker, 1986
- Rostellularia adscendens var. largiflorens R.M.Barker, 1986
- Rostellularia adscendens var. latifolia (Domin) R.M.Barker, 1986
- Rostellularia adscendens var. pogonanthera (F.Muell.) R.M.Barker, 1986